# Gabrovská
Bluefre (Prunus domestica 'Bluefre') je ovocný strom, kultivar druhu slivoň z čeledi růžovitých. Plody menší, s modrofialovou slupkou, ojíněné. Rezistentní k šarce. Vhodné pro konzum i na zpracování. Zraje v září.

## Původ
Byla vypěstována v Bulharsku, zkřížením odrůd 'Kjustendilská' a 'Montfortská'. 

## Vlastnosti
Růst střední. Částečně samosprašná odrůda.

## Opylovači
- Stanley
- Althanova renklóda
- Zelená renklóda [4]

## Plodnost
Průměrná, avšak plodí již brzy po výsadbě a plodnost je pravidelná.

## Plod
Plod podlouhlý, velký. Slupka modrá, ojíněná. Dužnina je nažloutlá, chutná, obvykle jde dobře od pecky.

## Choroby a škůdci
Tolerantnost k šarce podle dostupných informací střední. Odrůda nebývá poškozována zimními a jarními mrazy. 